# Ciudad Victoria
Ciudad Victoriaⓘ – miasto w północno-wschodnim Meksyku, na przedgórzu gór Sierra Madre Wschodnia, stolica stanu Tamaulipas. 
Ciudad Victoria pochodzi od pierwszego prezydenta Meksyku, Guadalupe Victoria. W 1825 miasto stało się stolicą stanu. 
Na obrzeżach miasta znajduje się port lotniczy. Jest siedzibą instytucji szkolnictwa wyższego, takich jak Autonomiczny Uniwersytet Tamaulipas i Instytut Technologiczny w Ciudad Victoria.
W mieście rozwinął się przemysł spożywczy, włókienniczy oraz skórzany. Ośrodek turystyczny.
W 1955 r. został założony uniwersytet.

## Miasta partnerskie
- Tampico